# Szent György-csatorna
A Szent György-csatorna (angolul: St George's Channel, walesiül: Sianel San Siôr, gaelül: Muir Bhreatan) a neve az Ír-tengert és a Kelta-tengert összekötő csatornának.

## A név eredete
A csatorna jelenlegi nevének első írásos említése 1578-ból származik, mikor Martin Frobisher a második útjának leírásában szerepelt. Az elnevezését egy legendából eredeztetik, mely szerint Szent György a Bizánci Birodalomból a római uralom alatt álló Britanniába utazva ezen az útvonalon érkezett, és ennek kapcsán nevezték volna el utána a csatornát. Az elnevezést Írországban letelepedő angol telepesek terjesztették el.

## Geográfiája

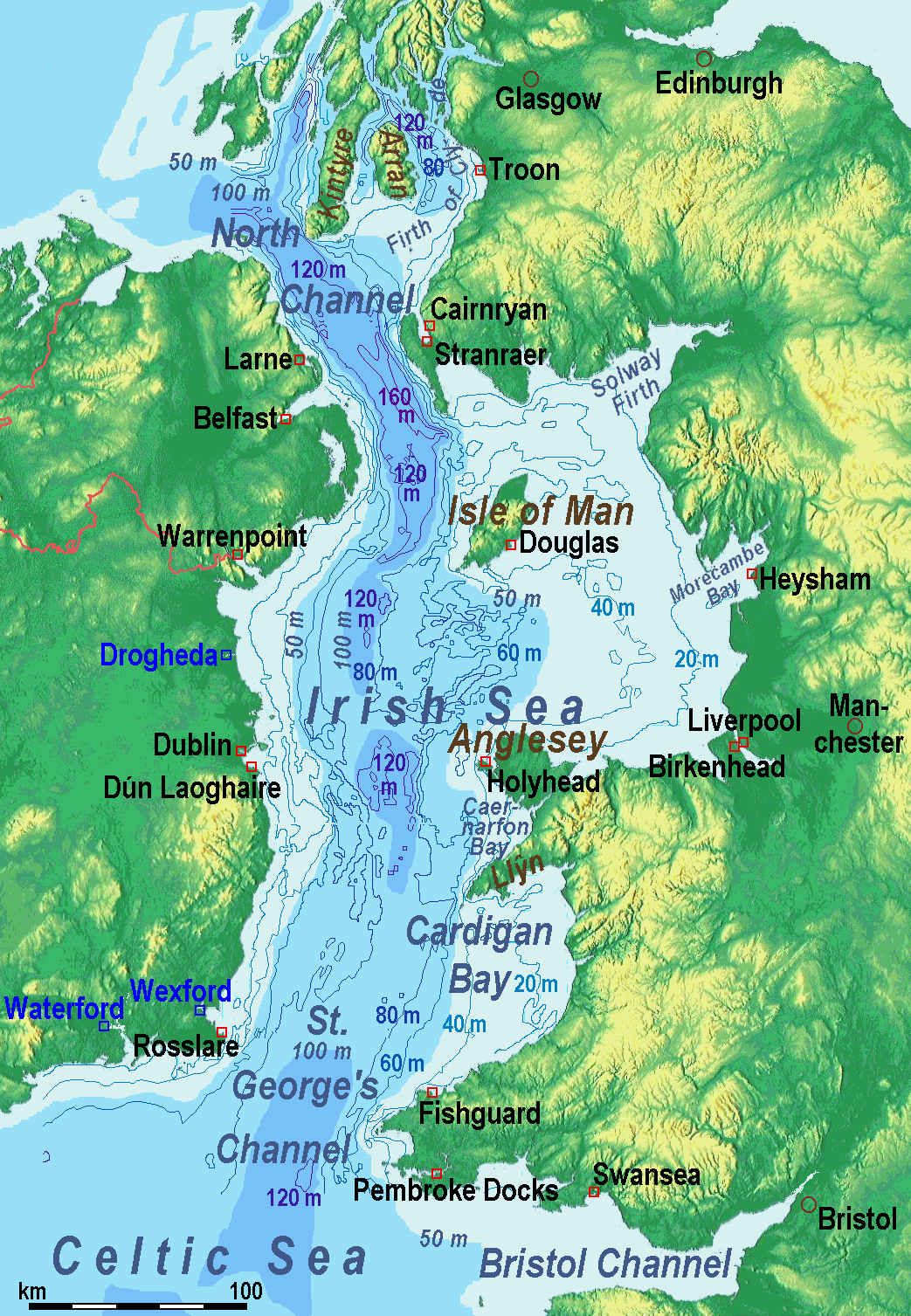
Vízmélységeket mutató térkép a Szent György-csatornáról és az Ír-tengerről

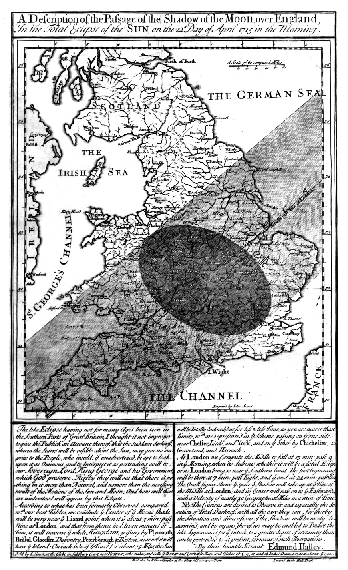
Az 1715. május 3-ai, Angliát és Walest érintő napfogyatkozás Edmond Halley ábrázolásában már a Szent György-csatorna megnevezéssel

Történelmileg a Szent György-csatornára használták az Ír-tenger (mely részének tekintették), vagy az Ír-csatorna kifejezéseket, mely kifejezésekkel az Írország és Wales közötti vizeket jelölték. Egyes geográfusok a Wales és Leinster közötti részre korlátozták a jelentését, néha déli irányban kiterjesztve a Anglia nyugati része és Munster keleti része közötti vizekig. Ez a terület az 1970-es évektől a Kelta-tenger nevet viseli. Írországban a Szent György-csatorna alatt csak a csatorna legszűkebb, a wexfordi Carnsore Point és a pembrkoeshire-i St David's Head közötti szakaszát értik. Azonban Írországban még mindig használnak olyan kifejezéseket, mint "cross-channel trip" (kb. csatornaközi utazás), vagy "cross-channel soccer" (csatornaközi futballmeccs) stb., melyben a "cross-channel" a Nagy-Britanniába/Nagy-Britanniából jelentéssel bír.
A St.George’s Channel Shipping Company az RTÉ Radio „Seascapes’ nevű műsorának küldött egy 2004-es levelében azt közölte, hogy a Szent György-csatornát a Howth Head és a Kilmore Quay határolják, és a vállalat kritikával illette azokat, akik a programban ezekre a vizekre Ír-tengerként hivatkoznak.

## Határai
A Nemzetközi Hidrológiai Társaság Limits of Oceans and Seas (Óceánok és tengerek határai) könyvének 1953-as, harmadik kiadása az „Ír-tenger és a Szent György-csatorna” déli határaként a St. David’s Headet (é. sz. 51° 54′, ny. h. 5° 19′51.900000°N 5.316667°W) Carnsore Pointtal (é. sz. 52° 10′, ny. h. 6° 22′52.166667°N 6.366667°W) összekötő vonalat adja meg, a két víztömeget nem tárgyalja külön. A 2002-es negyedik kiadásból a mondatból már hiányzik az „és a Szent György-csatorna” rész, így csak az Ír-tenger déli határaként van megadva az említett vonal.

## Fordítás
- Ez a szócikk részben vagy egészben  a   St George's Channel című angol Wikipédia-szócikk ezen változatának fordításán alapul.  Az eredeti cikk szerkesztőit annak laptörténete sorolja fel. Ez a jelzés csupán a megfogalmazás eredetét és a szerzői jogokat jelzi, nem szolgál a cikkben szereplő információk forrásmegjelöléseként.